# Hardcourt
Hardcourt er et underlag, hvor man kan udøve forskellige former for sport.

## Tennis
I tennis er hardcourt et meget benyttet underlag udendørs såvel som indendørs. Hardcourt er anset for at være et underlag, hvor hårdtslående spillere har en lille fordel. Hardcourtbaner kan variere i hastighed, men de er generelt hurtigere end grus, men langsommere end græs. Hvor meget boldens hastighed nedsættes, afhænger af hvor meget sand, der tilføres malingen. Disse baner er anset for at være den mest ligeværdige type underlag for alle spillestile. U.S. Open er spillet på en akryl hardcourt DecoTurf, mens Australian Open spilles på en syntetisk hardcourt Plexicushion, hvor man dog tidligere har brugt Rebound Ace.
Den største forskel mellem syntetisk og en ægte hardcourt-overflade er underlagets hårdhed. Når en bold hopper på overfladen er den hurtigere, end alle andre overflader, hvis der ikke er meget sand i overflademalingen. Mængden af sand brugt i overflademalingen og størrelsen på sandkornene afgør også hastigheden – mere sand betyder lavere hastighed og større sandkorn vil nedsætte spillets hastighed. Hvis der er meget sand i overflademalingen vil der komme mere friktion og altså et bedre grip i underlaget, og der vil komme en grusbane-effekt, hvor topspin betyder mere for spillet.

## Fodnoter
1. ↑  "Tennis Court Equipment and "Do-It-Yourself" Repair & Resurfacing Materials". Arkiveret fra originalen 6. januar 2012. Hentet 18. januar 2009.